# Tasa de actualización
Tasa de actualización (en inglés tick rate o tickrate) es la velocidad a la que un servidor de juegos en red actualiza lo que está sucediendo en el mundo de juego. Una alta tasa de actualización puede llevar a inestabilidad al enviar las actualizaciones a los clientes de juego si no disponen de buenas conexiones a internet, mientras que una tasa baja perjudica la fidelidad de lo que realmente pretenden los jugadores con sus acciones.
Es una medida de frecuencia y por tanto suele también expresarse en hercios. Una tasa de actualización de 30 Hz (aunque también se expresa en formato ticks cómo "30 ticks"), suele verse como lo normal en juegos de tiros no competitivos como Battlefield 4, mientras que juegos competitivos como Counter Strike: Global Offensive deberían tener una actualización de 60 Hz. Actualizar el juego a mayor velocidad tiene un mayor coste para las compañías en función a que genera mayor tráfico entre servidor y clientes de juego.
Blizzard ha subido recientemente en Overwatch de 21 Hz a 63 Hz la tasa para mejorar uno de los aspectos que lastraban al juego a nivel de eSport.